# Micromischodus sugillatus
Micromischodus sugillatus és una espècie de peix de la família dels hemiodòntids i de l'ordre dels caraciformes.

## Morfologia
- Els mascles poden assolir 17 cm de longitud total.[1][2]

## Reproducció
És ovípar.

## Hàbitat
És un peix d'aigua dolça i de clima subtropical.

## Distribució geogràfica
Es troba a Sud-amèrica: conques dels rius Amazones, Madeira,  Negro i Solimões al Brasil.